# Schellsburg
Le borough de Schellsburg est situé dans le comté de Bedford, dans le Commonwealth de Pennsylvanie, aux États-Unis. Sa population s’élevait à 338 habitants lors du recensement de 2010.

## Source
- (en) Cet article est partiellement ou en totalité issu de l’article de Wikipédia en anglais intitulé « Schellsburg, Pennsylvania » (voir la liste des auteurs).